# 弾丸ジャッキー
弾丸ジャッキー（だんがんジャッキー）は、ニュースタッフプロダクションに所属していたお笑いコンビ。2016年3月末をもって解散した。

## 概要
元体操競技のインターハイ九州優勝者と元自衛隊のレンジャー隊員による肉体派お笑いコンビである。
両者ともにそれぞれ体操選手、陸上自衛隊員の服装をしており、経歴を前面に押し出すスタイル。元体操選手、自衛隊員の運動神経を活かした、肉体派のネタが得意。ただし激しい動きの反復などはオラキオだけが担当していることが多い。コンビで逆立ち・バック転・バック宙をこなすことができる。
体操選手のショートコント、自衛隊のショートコントなど、主に経歴を活かしたネタである。但し、『爆笑レッドカーペット』（フジテレビ）に出演する際は、テキサスも体操選手の格好をして、そのシチュエーションが二人とも体操選手だったらというコントを披露する。
コント開始前に『体操選手の○○』等タイトルを述べるが、『体操せ～ん手の～』と『選』にアクセントが入るオラキオの独特な抑揚が特徴的でもある。ちなみに柴田英嗣（アンタッチャブル）のアドバイスにより抑揚を大袈裟にしたという。
ネタ中に行うブリッジや最後には、テキサスが「はいっ!!」と言って敬礼をし、オラキオが片足でバランスを取りながら「弾丸ジャッキー!!」と言うのが常である。
オラキオは李小双、アレクセイ・ネモフら体操選手の、テキサスは柴田英嗣（アンタッチャブル）のそれぞれの物真似も演じている。
パチンコ台、自衛隊のフラワーロックなどのネタでは、テキサスの非情さが垣間見られる。
「体操選手のパチンコ台」オラキオへの連続バック転の強要（自分はやらない）
「自衛隊のフラワーロック」オラキオの首を紐で絞める
「自衛隊のだるまさんが転んだ」オラキオが後ろを向いている間に紐を取り出し、首を絞める。など。
M-1予選では普段しない漫才を披露しているが、コントネタに近いスタイルとなっている。
近年は戦場自衛隊のみを舞台にしたコントなども披露している。
コンビ名はオラキオの好きな映画『弾丸ランナー』およびテキサスの好きなジャッキー・チェンから。

## メンバー
- オラキオ（1977年9月5日 - ） - 主にボケ担当。立ち位置は向かって左。元体操選手。
- テキサス（1977年3月22日 - ） - 主にツッコミ担当。立ち位置は向かって右。元自衛官。

ボケやツッコミといった明確な役割分けの薄いコンビで、コントのメインを張る方がボケるスタイルである。

## 歴史
2003年9月：コンビ結成。
2003年12月：「弾丸ジャッキー」に改名（前の名前はSQ）。
2004年5月：『爆笑問題のバク天!』（TBSテレビ）でテレビ初出演。
2004年7月：松雪が「松雪オラキオ」に改名。
2004年11月：『月刊少年マガジン』のCMに出演。
2004年12月：武田が「武田テキサス」に改名。
2007年5月：『ぐるぐるナインティナイン』（日本テレビ）「おもしろ荘へいらっしゃい!」のコーナーに出演
2007年6月：『ぐるぐるナインティナイン』「かぶっちゃや～YO」の試食人として出演、ネタ以外の初仕事
2008年2月：『うたばん』（TBSテレビ）への出演でHOME MADE 家族と共演、「HOME MADE 弾丸ジャッキー」と名乗る
2009年7月：『爆笑レッドカーペット』（フジテレビ）に出演、ゲストのデヴィ夫人に話題に出るたびに名前を「弾丸ジョッキーさん」と間違えられ、最終的に弾丸ジョッキーと名乗る
2013年1月：松雪オラキオが「オラキオ」に、武田テキサスが「テキサス」に改名
2016年3月：解散
2018年11月：土曜プレミアム枠『ザ･細かすぎて伝わらないモノマネ選手権』(フジテレビ）においてオラキオの強引な誘いで、一夜限り｢オラキオ体操クラブ｣として再結成。

## 出演番組
- 爆笑オンエアバトル（NHK総合）戦績3勝8敗 最高493KB
- オンバト+（NHK総合）戦績1勝2敗 最高473KB
- 笑いの金メダル（朝日放送制作・テレビ朝日系）
- 虎の門（テレビ朝日）
- インパクト!（フジテレビ）
- お笑いTV「ニコニコ笑い汁」（MONDO21）
- くるくるドカン〜新しい波を探して〜（フジテレビ）
- 新春ゴールデンピンクカーペット（フジテレビ）キャッチコピーは「撃って撃って撃ちまくれ!」
- 爆笑ピンクカーペット（フジテレビ）キャッチコピーは「奇跡の身体能力コンビ」
- 伊集院光 日曜日の秘密基地 （TBSラジオ、秘密キッチの穴）
- とんねるずのみなさんのおかげでした「博士と助手～細かすぎて伝わらないモノマネ選手権～」（フジテレビ）

第10回、第11回は松雪のみ、第12回、第13回、第20回は2人で出場。第14回、第20回においてチャンピオン獲得。
- Channel-a （テレビ神奈川）
- うたばん（TBSテレビ）
- カンニングの恋愛中毒（GYAO!）
- ウンナン極限ネタバトル! ザ・イロモネア 笑わせたら100万円（TBSテレビ）「ゴールドラッシュ」に出演、3週勝ち抜き本戦出場権獲得。
- あらびき団（TBSテレビ、2007年11月21日）
- お笑いDynamite!（TBSテレビ、2007年12月28日）キャッチコピーは「体操と自衛隊の異色コラボ」
- メントレG（フジテレビ、2008年6月1日）
- エンタの天使（日本テレビ、2008年7月23日）キャッチコピーは「体操と自衛隊のウルトラC」
- はねるのトびら（フジテレビ、2008年11月5日・12月17日）「ザ・ウラモネア」（松雪のみ）、「スターだらけの大運動会」（松雪は中国の体操選手、武田はアンタッチャブル柴田のモノマネで出演）
- 爆笑レッドカーペット（フジテレビ）キャッチコピーは「奇跡の身体能力コンビ」

「コラボカーペット」でアンガールズ(ダンガールズ名義)と共演。
- ぐるぐるナインティナイン（日本テレビ）「おもしろ荘へいらっしゃい!」のコーナー
- お願い!ランキング（テレビ朝日、2009年11月16日）
- 磁石のケータイハンター（テレビ神奈川、2010年2月1日）
- 薔薇のない花屋（フジテレビ）
- 半分エスパー（フジテレビTWO） アクロネーター、テキサス役
- ウンナンのラフな感じで。（TBSテレビ、2010年4月29日）
- サスケマニア（TBSテレビ）
- 爆笑問題のバク天!（TBSテレビ）
- 笑撃60!（TBSテレビ）
- サンデージャポン（TBSテレビ）
- ドリーム・プレス社（TBSテレビ）
- ノックアウト・ハウス 生き残れるヤツは誰だ（TBSテレビ）
- 関口宏の東京フレンドパークII（TBSテレビ）
- 王様のブランチ（TBSテレビ）
- 森田一義アワー 笑っていいとも!（フジテレビ）
- ウチくる!?（フジテレビ）
- お台場湾岸テレビ（フジテレビ）
- ゴールドハウス（フジテレビ）
- 太田光の私が総理大臣になったら…秘書田中。（日本テレビ）
- 音楽戦士 MUSIC FIGHTER（日本テレビ）
- 香取慎吾の特上!天声慎吾（日本テレビ）
- スッキリ!!（日本テレビ）
- 堂本剛の正直しんどい（テレビ朝日）
- シルシルミシル（テレビ朝日）
- 美しき青木・ド・ナウ（テレビ朝日）
- Ya-Ya-yah（テレビ東京）
- Hi! Hey! Say!（テレビ東京）
- もりすぎッ!（東海テレビ）
- ウルダン4（中京テレビ）
- 必着!ゲキソウ仕事人（テレビ大阪）
- ファミレストーク王決定戦（フジテレビONE）
- お笑い登龍門ガッハ（フジテレビTWO）
- お台場お笑い道（フジテレビONE）
- 西口DXチャンネル（スカパー!）
- AKIBA18エンタメTV（あっ!とおどろく放送局、2011年6月16日）
- マバタキー（フジテレビ）
- 夏☆1グランプリ THE FINAL（フジテレビ）- 2013年9月23日深夜